# Do I Creep You Out
"Do I Creep You Out" (¿Te repugno?) es una canción del comediante "Weird Al" Yankovic. Es una parodia de "Do I Make You Proud" de Taylor Hicks. Su video musical fue animado por JibJab y muestra un escenario similar al de American Idol.